# Carlos Castro García
Carlos Castro García (ur. 1 czerwca 1995 w Ujo) – hiszpański piłkarz występujący na pozycji napastnika w gruzińskim klubie Dinamo Tbilisi.